# Llengües de Portugal
Les llengües de Portugal són els idiomes parlats actualment, o antigament, al territori de la República Portuguesa.

## Actualitat
La llengua oficial de Portugal és el portugués, una de les primeres llengües cultes de l'Europa medieval a l'alçada de l'occità, i la seua escriptura ha estat influenciada per aquest. Hi ha un municipi on algunes persones als llogarets parlen una llengua derivada d'una llengua de l'antic Regne de Lleó, s'anomena mirandés (o llengua mirandesa en mirandés). Té menys de 15.000 parlants (la majoria com a segona llengua); només es parla en petits llogarets, i el de Picote (Picuote en mirandés) n'és l'únic pràcticament cent per cent monolingüe en aquesta llengua, una cosa curiosa per a un país culturalment i lingüísticament homogeni com Portugal. L'ortografia del mirandés està influenciada naturalment pel portugués, però és una llengua diferent, amb un desenvolupament, estructura i història diferents.
Hi ha també altres llengües, parlades però no oficials. Una d'aquestes és el minderic, que començà com un sociolecte, però va passar a ser parlat en tota la zona de Minde, i hui té projectes de revitalització. El barraquenho és un dialecte, proper a l'espanyol, parlat al municipi de Barrancos, a l'Alentejo. El caló portugués és la llengua parlada per la gran comunitat gitana de Portugal, i conté vocabulari portugués i romaní, la llengua originària dels gitanos.
Hi ha també llengües parlades per comunitats immigrants prou emprades, com ara el crioll capverdià (kabuverdianu).

## Dialectes del portugués

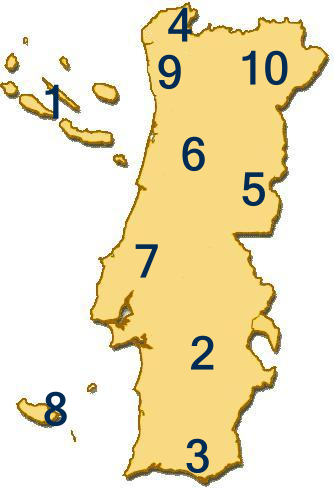
Dialectes portuguesos

- La llengua portuguesa (portugués europeu) conté aquestes dialectes:
  - Entre els dialectes del centre-sud, n'hi ha el de la capital del país, Lisboa, que té algunes peculiaritats. Dins dels dialectes dels arxipèlags atlàntics, les regions d'Açores i de Madeira tenen característiques úniques i se'n poden agrupar en els dialectes del sud.
    - 1 - [nota 1] Açorià — parlat en la regió dels Açores.
    - 2 - Alentejà — parlat a la zona de l'Alentejo.
    - 3 - Algarvés — parlat en la regió de l'Algarve (conté un petit dialecte a la part occidental).
    - 5 - Baix-beirà; Alt alentejà — parlat a la regió del centre de Portugal (interior).
    - 6 - Beirà — parlat en la regió del centre de Portugal.[5]
    - 7 - Estremeny — parlat a les zones de Coïmbra i Lisboa (subdividit en lisboeta i coïmbrés).
    - 8 - Madeirenc — parlat a la Regió Autònoma de Madeira.

  - Entre els dialectes del nord, hi ha el dialecte del Port, la segona major zona urbana portuguesa.
    - 4 - Alt minhoto — parlat al nord de Braga (interior).
    - 9 - Del nord — parlat a les regions de Braga i Porto.
    - 10 - Transmuntà — parlat a la província de Trás-os-Montes i Alt Douro.

  - Barranquenho - parlat al municipi de Barrancos (en frontera amb Andalusia i Extremadura), un dialecte portugués fortament influenciat per la variant espanyola extremenya.
  - Minderic - un sociolecte o argot, parlat al llogaret de Minde (Ninhou en minderic) i que està pràcticament extint.
- Llengua mirandesa (mirandés) -un idioma pertanyent al grup asturlleonés, parlat al municipi de Miranda do Douro i als llogarets d'Angueira, Vilar Seco (Bilasseco) i Caçarelhos (Caçareilhos), al municipi de Vimioso (Bimioso o Bumioso), en un espai de 484 km², i estén la seua influència per altres llogarets dels municipis de Vimioso, Mogadouro, Macedo de Cavaleiros i Bragança.
- Llengua gestual portuguesa - utilitzada per la comunitat sorda portuguesa.

## Històricament
Llengües i dialectes que eren o són parlats a Portugal:

### Llengües preromanes

Mapa etnogràfic i lingüístic de la península Ibèrica prop de 300 ae a la fi de la Segona Guerra púnica

- Protocelta i llengües celtes
  - Celtibèric
  - Galaic
- Tartessi
- Lusità

### Llengües romàniques, postromàniques i medievals
- Àrab
  - Àrab andalusí
  - Àrab clàssic
- Llengües berbers
- Llengües germàniques
  - Gòtic
  - Sueu
  - Vàndal
- Llatí
  - Llatí vulgar
    - Llengües iberoromàniques
      - Gallecportugués
      - Asturlleonés
        - Mirandés

      - Mossàrab
      - Llengües judeoromàniques
        - Judeoportugués
- Llengües escites
  - Alà